# Stephanolepis hispidus
 Stephanolepis hispidus és una espècie de peix de la família dels monacàntids i de l'ordre dels tetraodontiformes.

## Morfologia
- Els mascles poden assolir 27,5 cm de longitud total.[2][3]

## Alimentació
Els exemplars adults mengen invertebrats bentònics.

## Depredadors
És depredat per la llampuga (Coryphaena hippurus), el peix emperador crioll (Lutjanus analis), el tallahams (Pomatomus saltatrix) (als Estats Units), la tonyina d'aleta groga (Thunnus albacares), la tonyina d'aleta blava (Thunnus thynnus) (Estats Units) i Rhizoprionodon terranovae (Estats Units).

## Hàbitat
És un peix marí, de clima subtropical i associat als esculls de corall que viu entre 0-293 m de fondària.

## Distribució geogràfica
Es troba a l'Atlàntic occidental (des de Nova Escòcia -Canadà-, Bermuda i el nord del Golf de Mèxic fins a l'Uruguai) i l'Atlàntic oriental (des de les Illes Canàries fins a Angola).

## Observacions
N'hi ha informes per enverinament de ciguatera.